# Корусант
Корусант (енгл. Coruscant) је измишљена планета, екуменополис, у универзуму Звезданих ратова. Преименован је у Империјални Центар током владавине Галактичке Империје, а име Јужан’тар је добио током инвазије Јужан Вонга.
Корусант је у различитим тренуцима био главни град Старе Републике, Галактичке Империје, Нове Републике, царства Јужан Вонга и Галактичке Алијансе. Опште је прихваћено да је Корусант најважнији свет у галаксији, што доказује чињеница да су његове хиперпросторне координате (0,0,0). Главни галактички трговачки путеви − трговачки пут Рима, Перлемијански трговачки пут, Хидијански правац, Корелијанска стаза и Корелијанска трговачка кичма − пролазе кроз Корусант и тако га чине једним од најбогатијих светова у галаксији Звезданих ратова.

## Преглед
Геолошки, планета је састављена од истопљеног језгра које је окружено слојем стена и кором од силикатних стена.
Током хиљада година галактичке историје, цела површина Корусанта је покривана небодерима и градовима који су се ширили. Сви океани планете су били исушени и чувани у огромним подземним пећинама ради поновне употребе у будућности. Једина видљива водена површина је Западно море, маса воде коју су радници оставили да буде очувана ради туриста и староседелаца. Западно море има многа вештачки створена језера која туристи користе приликом празника. Једини други део Корусанта који је остао непромењен су Манарајске планине, двојни врхови који се издижу близу чувене Империјалне палате. Многи плутајући ресторани ротирају око планина и тако дају гостима јединствен поглед на та чуда природе.
Како нема доступних водених површина потребних за исхрањивање и издржавање билиона становника (упркос чињеници да киша пада на Корусанту, као што се видело у Освети сита), архитекте из свих делова галаксије су радиле заједно са корусантским да би направили само-довољан екосистем у масивним зградама смештеним широм планете. Инжењери су такође направили сложен низ огромних цеви кроз које се поларни лед пумпа до градова Корусанта. Скоро све на планети, од одеће до амбалаже и машинерије се може рециклирати. Још један проблем за свет налик на Корусант су незамисливе количине угљен-диоксида које његово билионско становништво производи сваког дана, тако да су атмосферски овлаживачи стављени у орбиту да их отклоне. Галактичко стандардно време се развило на Корусанту и оно се базира на броју сати које Корусант има у једном дану (24 сата), док једну годину чини 368 локалних дана.
Постоји барем 7 планета у корусантском систему, од којих су све осим Корусанта ненасељене. Корусант се првобитно налазио на пристојној удаљености од сунца, али га је Јужан Вонг током своје окупације приближио сунцу. Корусант има четири месеца, од којих се један зове Хесперидијум, док су имена осталих непозната. Током инвазије Јужан Вонга један месец је уништен.
Галактички Град је подељен на неколико хиљада квадраната, док је сваки квадрант подељен на нумерисане секторе. Неки од ових нумерисаних сектора су добили колоквијална имена. На пример, H-46 се такође назива Сахов Град, именован по породици која поседује већи његов део. Неке области су посебно одређене као сенаторске, државне, финансијске (укључујући банкарске зоне), комерцијалне или резиденцијалне. Веће области планете су одређене само за индустријску или производну употребу. Највећа од тих области је колоквијално позната као Фабрика (енгл. The Works). Фабрика је стотинама година невероватном брзином производила делове за свемирске бродове, дроиде и грађевинске материјале, али како је градња у свемиру постајала ефикаснија, Фабрика је запала у оронулост. Стекла је репутацију средишта високо криминалне активности и многи локални становници су је се клонили. Фабрика је била место сусрета Сита Дарта Сидијуса и грофа Дукуа, Сидијусовог другог ученика и шефа државе и владе Конфедерације у Нападу клонова. Још једна приказана област Корусанта је Коко Град (енгл. Coco Town, скраћеница од речи „колективна трговина“ на енглеском − collective commerce). Многе различите врсте живе овде и раде у производњи. Коко Град је место „Дексовог ресторана“ у Нападу клонова. Још једна чувена област Корусанта је 500 Република (енгл. 500 Republica). 500 Република је приказана као област у којој се окупља крем друштва, као што су политичари и дипломате. У њој се налази позориште у коме је, током опере, канцелар Палпатин разговарао са Анакином Скајвокером у Освети сита.
У новелизацији Освете сита описано је да Оби-Ван Кеноби говори корусантским акцентом, што имплицира да је он еквивалентан са британским акцентом.

## Историја
Још од 100 000. ПБЈ екуменополис или глобални град је покривао скоро целу површину Корусанта. Нове зграде су грађене преко старих. Као последица тога, скоро да се уопште није могла видети земља. У заборављеним поднивоима града владала је тама, загађеност и криминал. Навише су се налазиле државне канцеларије и апартмани у власништву елите. Могуће је да је Корусант матична планета људи, који су можда еволуирали од прото-људских врста по имену Жел и Тонг. Жели су били доминантни док их Тонзи нису покорили. Тонзи су постали познати као Мрачни ратници, и усред њихове епске битке против Жела, њихове напоре је потпомогла ерупција вулкана која је збрисала највећи желски град. Тонзи су затим систематски уништили све преостале желске кампове и прозвали се Да Верда Верда (енгл. Dha Werda Verda), што на Бејсику значи „Ратници Сенке“. На крају су се Жели опоравили и протерали Тонге са Корусанта на Мандалор, где су они постали праоци првих Мандалоријанаца.
Током Ратова клонова Сепаратистичка војска је извршила инвазију на град, док је њихова звездана флота започела снажно бомбардовање планете, причињавајући тако знатну штету старим грађевинама током опсаде и битке са снагама Републике. Сепаратистичка војска је киднаповала канцелара Палпатина а онда покушала да напусти планету, међутим, супротставила јој се Републичка флота. Оби-Ван Кеноби и Анакин Скајвокер су извршили упад на главни брод Сепаратиста и спасили канцелара. Битка за Корусант се завршила поразом Сепаратистичке флоте и смрћу грофа Дукуа.
Током владавине Империје Корусант је преименован у Империјални Центар, а Галактички Град у Империјални Град. Такође, припадници свих врста осим људске су били приморани да живе у издвојеним деловима Империјалног Града (познатим и као „етнички крајеви“), као што је Инвисек (енгл. Invisec). Похлепни император Палпатин је почео да обликује Корусант по сопственим замислима, а то је укључивало уградњу хиљада система за присмотру широм града-планете. Огромни генератори штитова су постављени преко целе површине Корусанта, а тамо где су се преклапали долазило је до појава жестоких олуја, што је планети давало готички изглед који је одражавао потпуно очајање многих њених становника док су се гушили под гвозденом владавином императора Палпатина. Император је такође наредио да се Палата Републике поново изгради и преименовао ју је у Империјалну Палату. Империјална Палата је била импозантна пирамидална структура и представљала је највећи грађевински пројекат на Корусанту. Поред тога, император је наложио врхунским империјалним инжењерима да осмисле и произведу огромне конструкционе дроиде који су били величине небодера. Ови гигантски аутомати су могли да „једу“ старе, трошне зграде користећи своје многе топионице, покретне траке и механичке руке. Од рециклираних делова тих старих зграда они би саградили нову зграду.
Након што су се вести о императоровој смрти прочуле, становници Корусанта су подигли устанак. Грађани су прослављали Палпатинову смрт тако што су лансирали ватромет и рушили његове статуе. Овај устанак су убрзо угушили Империјални јуришници који су радили по наређењима Изен Изард.
Након Палпатинове смрти, низ императорових заповедника, укључујући Изардову, владало је Империјалним Центром. Током своје владавине Изардова се стално суочавала са претњом коју су представљале остале империјалне главешине, као и са ширењем Нове Републике. Пре него што је побегла са Империјалног Центра, она је контаминирала градски довод воде смртоносним Крајтос вирусом који је нападао само нељудске врсте. На крају, Нова Република је уништила вирус и ослободила Империјални Центар, вративши му његово првобитно име − Корусант. Изардова је побегла користећи свој скривени Супер звездани разарач Лусанкја, при чему је побила милионе и уништила добар део градског пејзажа пре него што је коначно скочила у хиперсвемир.
Нова Република је успела да поново изгради Галактички Град и наново постави Корусант за централну планету своје управе. Током тих година, Леја Органа-Соло је родила близанце Џејсена и Џаину Соло. Међутим, велики адмирал Трон је извршио нови напад на Корусант, тако што је поставио двадесет седам замаскираних астероида у силазећу орбиту изнад Корусанта, покушавајући да тако изазове збрку у Новој Републици и у име Империје преузме контролу над галактичким језгром. Генератори штитова које је још Империја поставила су се показали довољним у заустављању астероида од обрушавања на град-планету, а било је довољно хране да се опсада астероидима издржи месецима, али је она представљала велики ударац моралу Нове Републике. Ипак, када је Тронова флота поражена у бици за империјална бродоградилишта код Билбрингија, Нова Република је запленила уређај који је могао да детектује масу замаскираних астероида, што је омогућило да се опсада подигне.
Годину дана касније, преостали чланови Империјалног ужег круга су започели огромне нападе на Корусант, тако што су детонирали разорне бомбе на његовој површини и вршили самоубилачке јурише капиталним бродовима. Они нису били свесни да њима манипулише поново рођени Палпатин, који је искоришћавао и своје слуге и народ Републике да би се домогао вечне власти над галаксијом. Корусант је разрушен у овим нападима, пола Империјалне палате је уништено, многе зграде су сравњене, а милијарде становника су погинуле. У простору око Корусанта су биле разбацане безбројне олупине звезданих бродова. За њихово рашчишћавање су биле потребне године. 
Након Палпатинове коначне смрти, Нова Република је преузела контролу над планетом и учинила велике напоре да очисти свет и поврати му пређашњу лепоту. Милијарде су се сјатиле да живе у сјајном средишту галаксије, замењујући оне изгубљене у крвопролићу које је пратило ужас настао поновним рођењем императора Палпатина. Империјални адмирал Даала је такође планирала да зарије један од својих звезданих разарача у планету, покушавајући да је тако раздере, али ју је зауставио Кип Дјурон.